# Segodnja
Segodnja (Russisch: Сегодня, Vandaag) is een Oekraïens dagblad in tabloid-formaat.
De krant werd in 1997 opgericht en verschijnt in de Russische taal. De hoofdredactie zit in Kiev. De krant heeft in 2022 een dagelijkse oplage van circa 155.000 exemplaren. Daarmee is Segodnja het op een na grootste dagblad van het land, na boulevardblad Fakty i kommentarii. De krant is eigendom van Media Group Ukraine, een bedrijf van zakenman Rinat Achmetov.
Segodnja was oorspronkelijk voor de aanhangers van president Viktor Janoekovytsj maar heeft na de Oranjerevolutie in 2004-2005 een meer onafhankelijk profiel gekregen. De krant is lid van de Ukrainian Association of Press Publishers (UAPP).

## Censuur
In 2011 dreigden de journalisten van het dagblad met een staking vanwege het controversiële ontslag van hoofdredacteur Ihor Guzjva. Zijn vervanger censureerde bepaalde artikelen en bepaalde hoe journalisten over politici en publieke figuren moesten schrijven. De krant werd zelfs beschuldigd van het publiceren van vervalste documenten.